# ポロニア (小惑星)
ポロニア (1112 Polonia) は、小惑星帯に位置する小惑星の一つ。1928年8月15日にペラゲーヤ・シャインがクリミア半島のシメイズ天文台で発見した。同じ日に独立にグリゴリー・ネウイミンも発見している。
ポーランドのラテン語名に因んで名付けられた。